# Ksienija Pierwak
Ksienija Jurjewna Pierwak, ros. Ксения Юрьевна Первак (ur. 27 maja 1991 w Czelabińsku) – rosyjska tenisistka, w latach 2005–2011 i od 2013 reprezentantka Rosji, w latach 2011–2013 reprezentująca Kazachstan.

## Kariera tenisowa
Posługuje się leworęcznym forehandem. Aktualnie trenuje w Moskwie. Ma na swoim koncie dziewięć zwycięstw singlowych i trzy deblowe w turniejach cyklu ITF. Zdobyła także juniorski tytuł w Australian Open 2009, pokonując w finale Laurę Robson. Od 2007 roku zaczęła grywać w kwalifikacjach turniejów rangi WTA. Po raz pierwszy udało jej się przez nie przebrnąć w Pattayi w 2009 roku, gdzie doszła do drugiej rundy turnieju głównego, przegrywając z Caroline Wozniacki.
We wrześniu 2011 wygrała swój pierwszy turniej WTA Tour w Taszkencie, pokonując w finale Evę Birnerovą 6:3, 6:1.

## Finały turniejów WTA
| Legenda                     | Legenda |
| --------------------------- | ------- |
| Wielki Szlem                |         |
| Igrzyska olimpijskie        |         |
| WTA Tour Championships      |         |
| 2009 – 2020                 |         |
| WTA Premier Mandatory       |         |
| WTA Premier 5               |         |
| WTA Premier                 |         |
| WTA International Series    |         |
| WTA 125K series (2012–2020) |         |

### Gra pojedyncza 2 (1-1)
| Końcowy wynik | Nr | Data             | Turniej  | Nawierzchnia | Przeciwniczka    | Wynik finału |
| ------------- | -- | ---------------- | -------- | ------------ | ---------------- | ------------ |
| Finalistka    | 1. | 24 lipca 2011    | Baku     | Twarda       | Wiera Zwonariowa | 1:6, 4:6     |
| Zwyciężczyni  | 1. | 17 września 2011 | Taszkent | Twarda       | Eva Birnerová    | 6:3, 6:1     |

### Gra podwójna 1 (0-1)
| Końcowy wynik | Nr | Data           | Turniej | Nawierzchnia | Partnerka        | Przeciwniczki                       | Wynik finału |
| ------------- | -- | -------------- | ------- | ------------ | ---------------- | ----------------------------------- | ------------ |
| Finalistka    | 1. | 14 lutego 2010 | Pattaya | Twarda       | Anna Czakwetadze | Marina Erakovic Tamarine Tanasugarn | 5:7, 1:6     |

## Finały juniorskich turniejów wielkoszlemowych

### Gra pojedyncza (1)
| Końcowy wynik | Rok  | Turniej         | Nawierzchnia | Przeciwniczka | Wynik finału |
| Zwyciężczyni  | 2009 | Australian Open | Twarda       | Laura Robson  | 6:3, 6:1     |